# K-POPバラエティMuzit
『K-POPバラエティ Muzit』（ケーポップ・バラエティ ミュージット）は、2010年10月13日から2011年10月5日までサンテレビで毎週水曜日20:54 - 21:24（JST）に放送されていた音楽番組。字幕スーパー。HDTV放送。日本版・公式サイトではダイジェスト動画を配信中。
2010年12月から青森テレビ、2011年5月から日テレプラスで放送開始。

## 概要
韓国のケーブルテレビチャンネル「TrendE」で2010年7月31日から2011年1月15日まで毎週土曜夜に放送されていた音楽番組『The Muzit』を、韓国ドラマを多く扱う日本の映像配給会社「コリア・エンターテインメント」が日本のテレビ局向けに編集・配給している。なお韓国で『The Muzit』の後に続いて放送されている当番組のメイキング映像で構成された番組『Making the Muzit』は、これに含まれていない。
番組名のMUZITは“Music”と“Azit”を掛け合わせた造語で、気楽に音楽の交流ができる場をイメージして名付けられた。
観客参加の公開放送で、U-PLEX（現代百貨店新村店別館） 12階のイベントホールで収録が行われている。

### 放送形態
- 地上波放送版

オリジナル版の1回分（60分番組）を2回分（30分番組×2）に編集した形で放送。全52回。
- CS放送版

ノーカット版（60分）。

## 内容
毎回、韓国の音楽シーンで活躍するアーティスト数組をゲストに招き、生演奏によるライブやクロストークを行う。
MCを務める3人もミュージシャンとしてそれぞれ活動しており、ライブではMCをまじえたセッションや自身のリリース曲以外のカバー曲なども披露される。
ゲストはアイドルやロックバンド、ヴォーカルグループなど様々なジャンルから登場。また、グループのメンバーがソロ出演することもある。
コーナー企画「muzit out」では新旧問わず話題のアーティストを取り上げて密着取材したVTRを紹介。

## 出演
MC
- ユ・ヨンソク (歌手) (Yoo Young Suk) - シンガーソングライター兼音楽プロデューサー。
- K.Will - 歌手。
- イェソン（SUPER JUNIOR）[3]

ハウスバンド
- Fifty Five
  - キム・ジョンリョル（ベース）
  - キム・テス（キーボード）
  - チェ・イロ （キーボード）
  - ユ・ナニ （コーラス）
  - ジョン・ミラン （コーラス）
  - チョ・ギュウォン（ドラム）
  - キム・ジュノ（ギター） - バンドマスター

## スタッフ
- 製作著作：CUMEDIA
- 字幕翻訳：コミックリズ沖縄 字幕製作ファクトリー
- 字幕監修・配給：コリア・エンターテインメント

## 放送局
| 放送対象地域 | 放送局       | 放送日時                                        | 放送期間                       | 備考                                                      |
| ------------ | ------------ | ----------------------------------------------- | ------------------------------ | --------------------------------------------------------- |
| 青森県       | 青森テレビ   | 不定期                                          | 2010年12月1日 -                | 編集30分版・セレクト放送                                  |
| 兵庫県       | サンテレビ   | 水曜 20:54 - 21:24                              | 2010年10月13日 - 2011年10月5日 | 編集30分版・初回から順次放送 プロ野球中継がある場合は中止 |
| 全国放送     | 日テレプラス | 隔週水曜 24:00 - 25:00 （再）月曜 26:00 - 27:00 | 2011年5月11日 -                | ノーカット60分版・初回から順次放送                        |